# Stanwellia regia
Stanwellia regia là một loài nhện trong họ Nemesiidae.
Stanwellia regia được miêu tả năm 1968 bởi Forster.